# MFK Równe
MFK Równe (ukr. Міні-Футбольний Клуб «Рівне», Mini-Futbolnyj Kłub "Riwne") – ukraiński klub futsalu z siedzibą w Równem, w latach 1994-2000 oraz w sezonie 2008/09 występujący w futsalowej Wyższej lidze Ukrainy.

## Historia
Chronologia nazw:
- 199?–2001: Słucz Równe (ukr. «Случ» Рівне)
- 2001–2010: MFK Równe (ukr. МФК «Рівне» Рівне)
- 2010–...: MFK Równe-DJuSSz-4 Równe (ukr. МФК «Рівне-ДЮСШ-4» Рівне)

Na początku lat 90. XX wieku został założony klub futsalowy Słucz Równe. . W pierwszym sezonie 1993/94 roku klub debiutował w Pierwszej Lidze, w którym zajął 1.miejsce i awansował do Wyższej Ligi.
W 1995 i 1996 roku klub był o jeden krok od wejścia na podium - tylko czwarte miejsce. Po zakończeniu sezonu 1999/2000 klub spadł do Pierwszej Ligi. Latem 2001 zmienił nazwę na MFK Równe. W sezonie 2008/09 ponownie startował w Wyższej Lidze, w której zajął ostatnie 15.miejsce, ale klub z przyczyn finansowych zrezygnował z dalszych rozgrywek w najwyższej klasie rozgrywek ukraińskiego futsalu (chociaż miał możliwość pozostać w niej). Przed rozpoczęciem sezonu 2009/10 MFK Równe został farm klubem lwowskiego klubu Kardynał Lwów, który zmagał się w Wyższej Lidze. Latem 2010 Kardynał Lwów zmienił lokalizację na Równe oraz nazwę klubu na Kardynał Równe. Druga drużyna zmieniła nazwę na MFK Równe-DJuSSz-4.
Obecnie gra w drugiej klasie rozgrywek ukraińskiego futsalu.

## Sukcesy
Sukcesy krajowe
- Mistrzostwo Ukrainy:
  - 4 miejsce (1x): 1994/95, 1995/96

- Pozostałe sukcesy:
- Pierwsza Liha:
  - 1 miejsce (1x): 1993/94

## Hala
Drużyna rozgrywa swoje mecze w Hali DJuSSz-4, znajdującej się przy ul. Fabryczna 7 w Równem.